# Municipio de Summit (condado de Erie)
El municipio de Summit (en inglés, Summit Township) es un municipio del condado de Erie, Pensilvania, Estados Unidos. Tiene una población estimada, a mediados de 2023, de 7273 habitantes.

## Geografía
Está ubicado en las coordenadas 42°02′40″N 80°02′58″O / 42.04444, -80.04944 (42.044497, -80.0493259).

## Demografía
Según la estimación 2018-2022 de la Oficina del Censo, los ingresos medios de los hogares son de $69,577 y los ingresos medios de las familias son de $81,409. Los ingresos per cápita en los últimos doce meses, medidos en dólares de 2022, son de $39,043. Alrededor del 11.8% de la población está por debajo de la línea de pobreza.